# Хижацтво

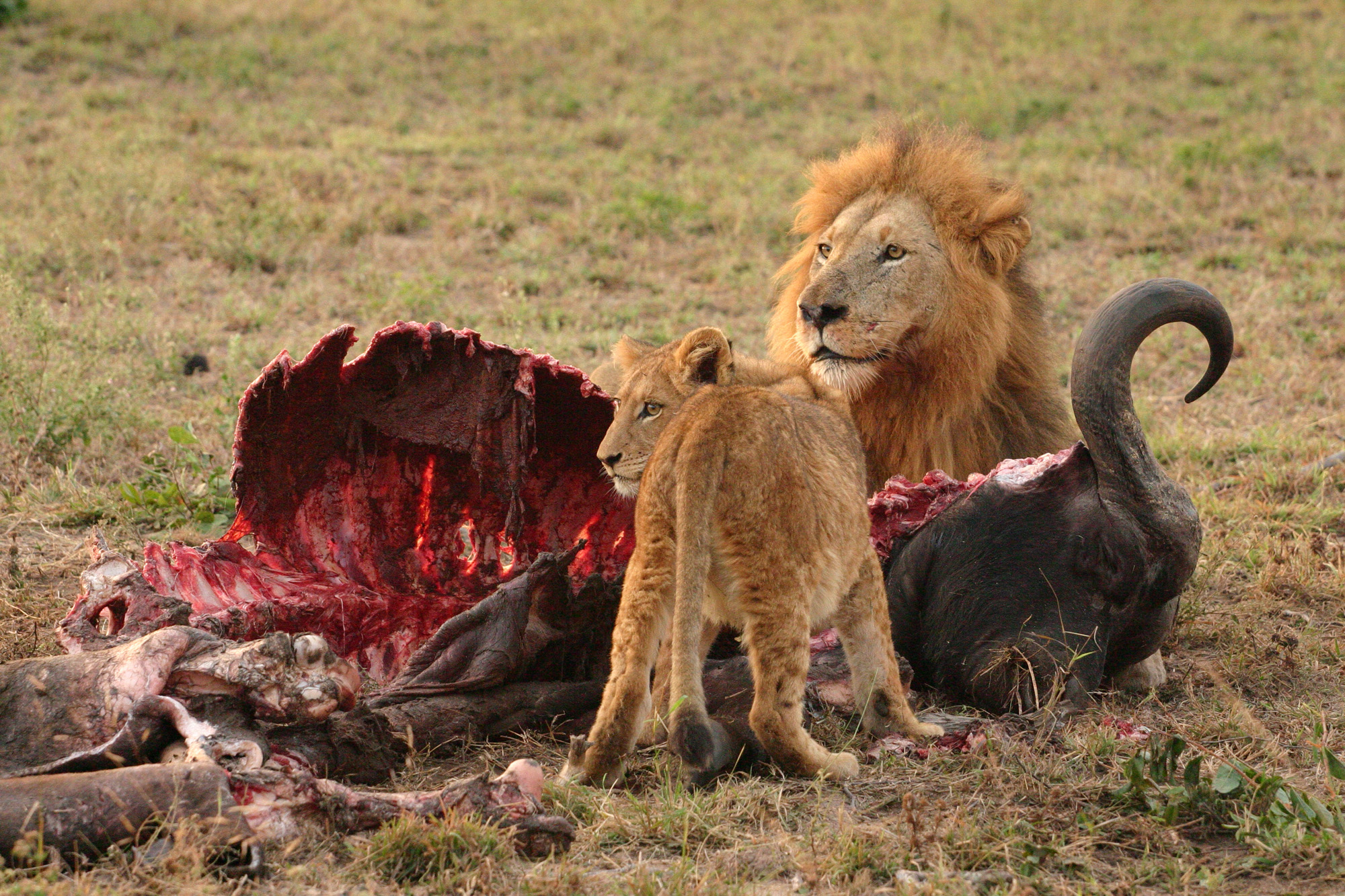
Леви над тушею буйвола

Хижацтво в екології — тип відносин між біологічними популяціями, при яких хижак живиться іншими організмами, жертвою.
Хижаки не обов'язково вбивають жертву, коли живляться нею. Подібними до хижаків організмами є детритофаги — споживачі мертвого органічного матеріалу (детриту), часто таку поведінку важко відрізнити від хижацтва, наприклад, коли паразит живе на тілі хазяїна, а потім пожирає його тіло після смерті. Головною характеристикою хижацтва, проте, є прямий контакт з популяцією жертви, тоді як деритрофаги лише пожирають наявний матеріал, часто не впливаючи на популяцію «донорських» організмів.
У процесі спільної еволюції хижаки та жертви пристосовуються один до одного (також паразит і господар, фітофаг і рослина), таким чином досягається динамічна рівновага в системі «хижак-жертва». У хижаків з'являються і розвиваються засоби виявлення і атаки, а у жертв — заходи маскування і захисту. Тому найбільшої шкоди жертвам можуть завдати нові для них хижаки, з якими ті не вступали ще в «перегони озброєнь». При цьому відбуваються і позитивні для популяцій процеси, наприклад: хижаки вибраковують неповноцінних особин серед своїх жертв, тим самим бувши важливим фактором регулювання їхньої чисельності.
Хижаки можуть спеціалізуватися на обмеженому числі видів для видобутку, це робить їх в середньому більш успішними в полюванні, але підвищує залежність від цих видів.